# Головна ялинка України

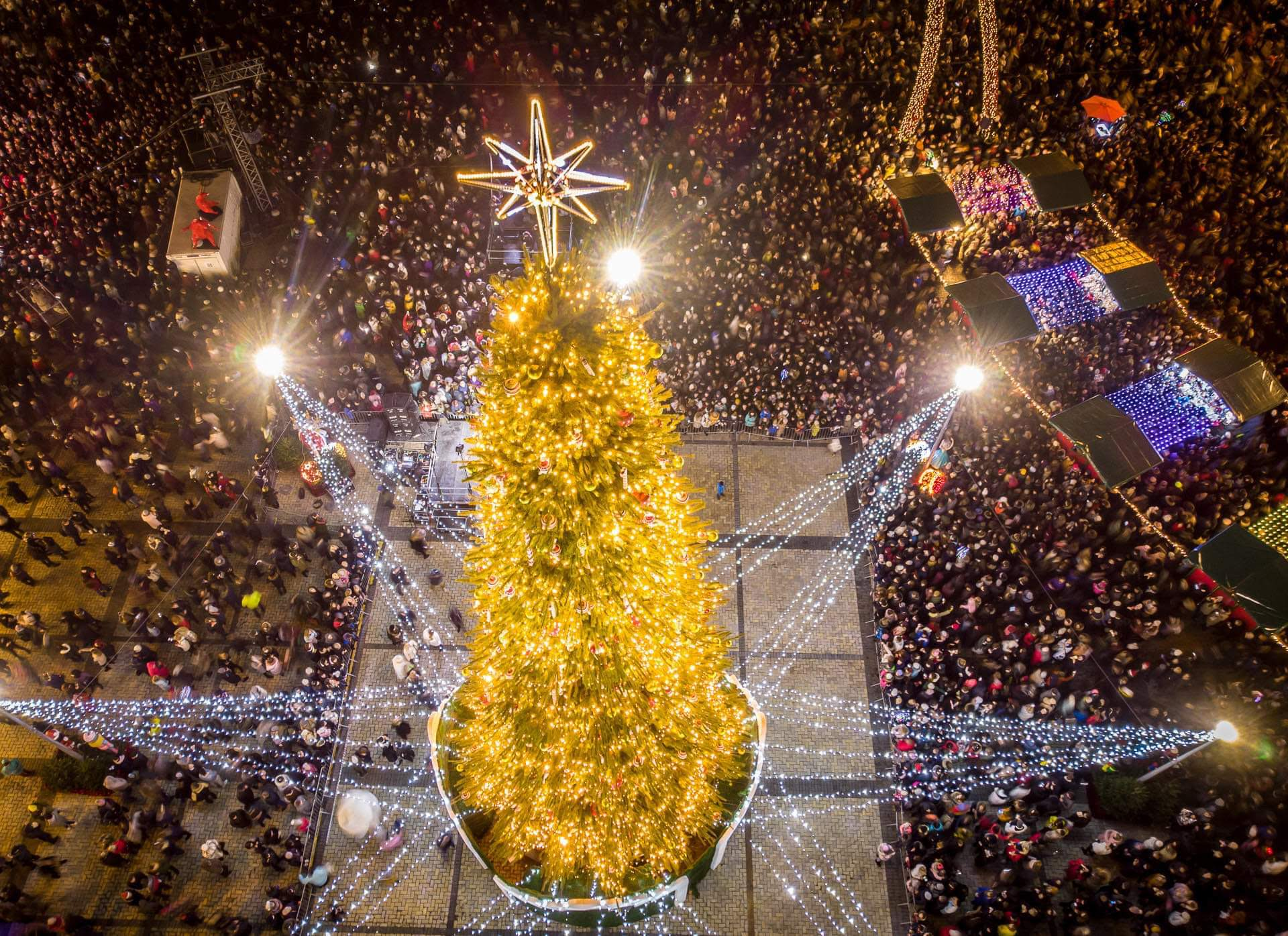
Ялинка на Софійській площі. 2019 рік.

Головна ялинка країни — різдвяна ялинка в Києві, що запалюється щороку в день святого Миколая — 6 грудня. Традиційно ялинку відкриває київський міський голова і Святий Миколай. Є центром зимового циклу святкувань: біля неї встановлюється сцена, де виступають артисти, ансамблі та інші виконавці. Навколо ялинки розміщується різдвяний ярмарок. Встановленням ялинки з 2014 року опікується соціальний етно-культурний проєкт Folk Ukraine.

## Історія

### Радянський період
1954 року головна новорічна ялинка України була встановлена на Софійській площі.
З 1960-х років новорічну ялинку у Києві почали розміщувати на площі Калініна (зараз Майдан Незалежності).

### Період незалежності
За часів незалежності головна ялинка країни постійно розміщувалася на Майдані Незалежності.
У 2014 році головна новорічна ялинка у Києві стала символом Революції Гідності, так як її недовершений каркас захопили протестувальники і перетворили його на один із атрибутів Євромайдану.
З грудня 2014 року святкування Різдва та Нового року перемістилось на Софійську площу поблизу собору Софії Київської, а саму ялинку почали прикрашати відповідно до європейських різдвяних традицій, зокрема різдвяними вогнями та Вифлеємською зіркою.
У 2016 році новорічна ялинка була прикрашена у темі «яворівська іграшка», так як саме у такому стилі були виконані ялинкові прикраси. Висота дерева становила 26 м.
У 2017 році головну ялинку країни привезли з українських Карпат. Її висота становила 30 м, а вік — 91 рік. Ялинка була прикрашена без використання іграшок.
У 2018 році новорічна ялинка була стилізована під вогні північного сяйва. Її висота — 33 м. Ялинка була складена із багатьох сосен, які трималися на штучній конструкції-каркасі. і посіла перше місце в рейтингу найкращих ялинок Європи за версією сайту European Best Destinations.
У 2019 році ялинка була оформлена в тематиці українського козацтва у поєднанні з казкою про Лускунчика, мала більш ніж 1000 іграшкових прикрас. і увійшла до п'ятірки кращих європейських ялинок за версією European Best Destinations.
У 2020 році ялинка була оздоблена в тематиці «Чарівний ліс», яку довелось видозмінити через протести у суспільстві — відьомський капелюх на верхівці дерева замінили на Вифлеємську зірку.
У 2021 році головною темою різдвяної ялинки буде «Різдвяна диво-ніч». Саме дерево висотою 31 м прикрашатимуть 10 тисяч прикрас — іграшки червоного та золотого кольорів. У вигляді великого купола ялинку оздоблюватиме 10-кілометрова гірлянда теплого світла.. За словами Ігоря Добруцького, президента Folk Ukraine, під ялинкою, де розміщуватиметься скульптурне панно розміром 38 метрів, розкажуть і покажуть саме дійство вертепу. Сама шопка відтворюватиме народження Ісуса: як Діва Марія народила Ісуса, як янголи сказали пастухам, що відбулося таке диво, як мудреці побачили на небі зірку, яка освітила їхній шлях.
2022 року через російське широкомасштабне вторгнення та проблеми з електропостачання виникло багато суперечок чи варто встановлювати святкову ялинку, втім в підсумку було прийняте рішення про її встановлення. Мер міста Віталій Кличко так прокоментував цю ситуаці: «Цього року було багато дискусій — варто ставити ялинку чи ні. Зважаючи на те, що ми живемо в умовах воєнного стану, обстрілів та відключень електроенергії. Я вважаю, що ми ухвалили правильне рішення. Ялинка повинна бути! В наших дітей має бути свято!». Втім головна ялинка України стала не така велика, як завжди: 12 метрів замість 31-го, як минулого року. Її оздобили іграшками минулих років — близько тисячею куль синіх і жовтих кольорів, білими голубами, зображенням захисника Києва — Архистратига Михаїла та прапорами країн, що допомагають Києву впоратися з викликами та наслідками війни. На верхівці ялинки розмістили Герб України. Також новорічне дерево прикрасили енергозберігаючими гірляндами, що запалювались від генератора щодня з 17:00 до 21:00. При цьому місто не витрачало на це бюджетні кошти, встановили та прикрасили ялинку виключно за рахунок меценатів і бізнесу, а генератор надали благодійники. Формат святкувань також відрізнявся від усіх попередніх: масових розважальних заходів, фудкортів, атракціонів, а також ярмарків на Софійській площі не було з метою дотримання заходів безпеки в умовах воєнного стану.
З 2023 року через перехід українських християнських церков на новий стиль, день святого Миколая став святкуватись не 19 грудня, а 6 грудня. Тому і урочисте запалення ялинки було перенесено на цей день. Через продовження війни ялинка як і минулого року була невелика, 12 метрів, штучна, а нагорі — великий тризуб. Крім того вона знову була встановлена за кошти меценатів. Тема ялинки — «хоробрі серця», тому новорічне дерево прикрасили іграшками у формі блакитних та жовтих сердець. На верхівці Герб України — символ державності, національної гідності та сили. Поруч із ялинкою була встановлена фотозона у вигляді серця, яка присвячена Захисникам України, та маленькі ялинки, оздоблені жовтими й синіми серцями.
2024 року була відкрита нова ялинка. Як і минулого року, ялинка — штучна, цього разу заввишки 15 метрів (минулорічна — була трохи нижчою — 12 метрів). Але цього року вона білосніжна. Її знову встановили і прикрасили за кошти меценатів. Чистий білий колір ялинки символізує початок світлого й чистого шляху, нагадуючи про оновлення, яке приносять Різдво Христове та Новий рік. Світло-блакитна гірлянда довжиною у 2 км огорнула дерево ніжним сяйвом. І прикрашають його 2 тисячі бірюзових іграшок. Такий символічний дизайн поєднується з величним фасадом Софії Київської, створюючи чарівну атмосферу. Поруч з ялинкою встановлена гарна і теж символічна фотозона — «Крила Фенікса». Встановили на площі і кілька будиночків для продажу виключно сувенірної продукції. Масових заходів, ярмарків чи інших розваг на Софійській площі передбачено не було.

## Фотогалерея
|          |
| 2006 рік |

|                |
| Зима 2009/2010 |

|                |
| Зима 2011/2012 |

|                |
| Зима 2013/2014 |

|  |
|  |

|  |
|  |

|  |
|  |

|  |
|  |

|  |
|  |

|  |
|  |

|  |
|  |

|  |
|  |

|  |
|  |

|  |
|  |

|  |
|  |

|  |
|  |

|  |
|  |

|  |
|  |

|  |
|  |

|  |
|  |

|  |
|  |

|  |
|  |

|  |
|  |

|  |
|  |

|  |
|  |

|  |
|  |

|  |
|  |

|  |
|  |

|  |
|  |

|  |
|  |

|  |
|  |

|  |
|  |

|  |
|  |